# Shri Ram Lal Ji Siyag
Pour les articles homonymes, voir RAM.
Shri Ram Lal Ji Siyag ou Sri Ram Lalji Siyag est un yogi et maître spirituel indien, né dans le village de Palana, à 25 kilomètres au nord de la ville de Bikaner dans l'état du Rajasthan en Inde, le 24 novembre 1926 et mort le 5 juin 2017. Dans le souci de réhabiliter le Yoga originel et de le populariser, Ram Lal Ji Siyag développe une technique de méditation épurée de tout ritualisme religieux, basée sur le chant mental d'un mantra (Japa), qu'il communique lors de programmes publics d'initiation ou Dīkṣā (mot souvent translitéré en Diksha), rompant ainsi avec l'usage du secret, commun à toutes les traditions initiatiques ésotériques. Ces programmes d'initiation sont également conduits dans des hôpitaux, des écoles, des prisons, et diffusés sur internet. Transformé par une expérience d'illumination survenue après un épisode de peur panique de la mort, il amorce une quête mystique culminant dans la rencontre avec Shri Gangainath Ji, un mystique ascète Nath de la tradition Shivaïte du Cachemire, une philosophie yogique visant l'évolution de l'être humain par l'émancipation spirituelle. Gangainath Ji transmet sa guruité (en anglais gurudom) à Ram Lal Ji Siyag au moment de sa mort en 1983, faisant ainsi de lui un Siddha Gurū, terme qui désigne, d'après Shri Aurobindo, « celui qui a réalisé en soi la vérité spirituelle ».

## Enfance et adolescence
Orphelin de père et issu d'une famille modeste d'agriculteurs, Ram Lal Ji Siyag connaît une enfance difficile. Il obtient un diplôme de l'école secondaire à l'âge de 18 ans, se marie et fonde une famille. En 1955, il entame une carrière professionnelle dans l’administration des Chemins de Fer Indiens qui durera trente-et-un ans. Il est père de cinq enfants : une fille et quatre fils.

## Vocation spirituelle

### Peur panique de la mort
En 1967, la vie ordinaire de Ram Lal Ji Siyag prend une tournure funeste lorsqu'il est soudainement saisi par une peur inexplicable de la mort, et ce, alors qu’il affirme ne pas être malade. En octobre de la même année, sur recommandation de devins locaux qui lui révèlent qu'il serait sous l'influence d'un Markesh Dasha (un présage de mort en astrologie védique), il entame un rituel particulièrement rigoureux incluant la récitation quotidienne du Gāyatrī mantra, ainsi qu'un Homa (rituel) de purification par le feu. Ram Lal Ji Siyag termine ce rituel au bout de trois mois, ayant ainsi chanté le mantra de la Déesse Gāyatrī 125 000 fois. Il rapporte cet épisode, ainsi que le récit de son expérience d'illumination avec force détails dans l'ouvrage Religious Revolution in the world. 

### Récit sensoriel d'illumination
Ram Lal Ji Siyag relate avoir fait l'expérience de manifestations sensibles en lien avec « l'apparition d'une lumière intensément blanche », impactant son corps et sa psyché, dans la matinée du 1er janvier 1968. De cette lumière, il dira par exemple qu'elle n'était « ni chaude ni froide », « arrivant par vague apaisante », l'installant « dans un état de joie profonde et de béatitude jusqu'alors insoupçonné », « allumant littéralement l’intérieur de son corps physique », corps lui apparaissant, sous l'effet de cette lumière, comme « dénué d'organes internes », comme s'il n'était « qu'une simple coquille vide ». Il rapporte ensuite avoir perçu un « son provenant du nombril, comme un bourdonnement dont la mélodie ressemblait au Gāyatrī Mantra » qu'il avait récité durant trois mois. Enfin, Ram Lal Ji Siyag déclare avoir eu « l'impression que son être personnel s'était tellement développé » qu'il pouvait « embrasser l'univers dans son entièreté », ressentant qu'il était littéralement cet univers, se décrivant « capable de sentir les vibrations émises par tous les êtres animés et inanimés » comme si elles étaient siennes. 

### Vérifiabilité des expériences spirituelles
L'expérience mystico-corporelle de la lumière, que les Chrétiens nomment également transfiguration, est une caractéristique commune aux mystiques de diverses traditions spirituelles et religieuses humaines, tout comme le sentiment de dissolution des barrières de l'identité, auquel l'écrivain Romain Rolland a donné le nom poétique de « sentiment océanique » dans une correspondance avec Freud. Cette sensation de fonte de soi dans une immensité ontologique a également été observée par Abraham Maslow en 1968, dans une étude sur les expériences paroxystiques comme expériences d'identité, quand il décrit « un individu plus essentiellement et plus purement lui-même, capable de se fondre avec le monde, avec ce qui était d'abord extérieur à lui-même ».  
L'expérience de la lumière peut se produire aussi hors de tout cadre spiritualo-religieux apparent, lorsqu'elle est induite par une substance pharmacologique. Elle est, avec d'autres types d'états modifiés de conscience habituellement liés à la spiritualité, l'objet d'un regain d'intérêt scientifique, notamment par le biais des travaux du psychiatre Stanislav Grof ayant lui-même vécu une expérience de ce type sous LSD.  
Chez les humains d'Orient et d'Occident, l'expérience mystique de l'éveil est un mème. Elle est historialement liée au Bouddha Shakyamouni Siddhārtha Gautama, mais aussi aux Saints ou Saintes catholiques comme Thérèse de Lisieux, François d'Assise, Jésus de Nazareth ou Jean de la Croix, dont les récits de transfiguration, de transports des sens ou de fonte sensorielle dans un sacré cœur métaphorique peuplent l'inconscient collectif. Le témoignage de Ram Lal Ji Siyag est un autre récit, une autre narration plus contemporaine de ce phénomène permettant d'apercevoir un peu plus les contours d'un évènement mystérieux semblant se jouer dans le tissu de la conscience humaine, un moment de la psyché au cours duquel se produisent simultanément sentiment océanique et transfiguration, sans qu'on ne puisse l'examiner objectivement (et ressemblant en cela aux qualia ou à la synesthésie, dont on soupçonne l'existence ou la possibilité scientifique). 
Pour le Dr. Stanislav Grof, « la spiritualité fait partie intrinsèque de la psyché. Elle émerge de façon spontanée lorsque le processus d'exploration de soi atteint une profondeur suffisante ».  

## Rencontre avec un Yogi Nath et Gurūité
En lecteur assidu de Swami Vivekananda, dont les travaux métaphysiques ont fortement encouragé la restauration du lien Gurū-disciple pour garantir une évolution spirituelle authentique, Ram Lal Ji Siyag se met en quête d'un Gurū. Sur les conseils d'un parent, il se rend en avril 1983 au ashram de Baba Shri Gangainath Ji, un yogi ascétique vivant à Jamsar, à 27 kilomètres au nord de Bikaner. Ram Lal Ji Siyag reçoit la Diksha de Gangainathji quelques jours plus tard et devient son disciple.

## Réhabiliter le Yoga des origines
Ram Lal Ji Siyag a laissé peu d'écrits, privilégiant la forme du discours de Maître à Disciple (Guru-Shishya), comme le veut la tradition initiatique orientale. En 2006, lors d'une adresse publique à l'occasion de la fête traditionnelle hindoue Guru Purnima, Ram Lal Ji Siyag manifeste sa volonté de réhabiliter le Yoga originel, qu'il déclare subverti par des considérations mercantilistes et dévié de son sens premier, ce que tendent à confirmer plusieurs études universitaires sur l'évolution du yoga, de ses origines à ses manifestations contemporaines, études menées par Michel Angot et Elizabeth de Michelis notamment. Dans A History of Modern Yoga. Patanjali and Western Esotericism, Elizabeth de Michelis propose une analyse historique et culturelle du Yoga qui met en lumière les mécanismes d'assimilation de la philosophie et de la pratique yogique par le New Age, tout autant que son acculturation par l'Inde elle-même, dans le cours de l'histoire coloniale indo-britannique.

## La marque du Yoga des origines
Ram Lal Ji Siyag s'est exprimé publiquement sur la marque distinctive du Yoga originel lors d'allocutions pré-initiation et dans les médias,, déclarant :
« Le Yoga est l'union de l'âme et de la force consciente universelle (...) Un cheminement dans le Yoga ne peut devenir Siddha, c’est-à-dire parfait, sans recevoir le mantra par la Diksha. La philosophie des Yoga-sûtras de Patañjali suscite un vif intérêt à travers le monde. Mais personne ne sait vraiment ce que c'est. La Diksha du Mantra est une disposition de la philosophie du Yoga. Tout Yoga ne peut donc être efficace sans le nam japa, la répétition mentale du mantra. Dans les sûtras (aphorismes) 24 à 29 du premier chapitre intitulé Samādhi pāda, le Sage Patanjali dit [aussi] que la voie du Yoga ne saurait se parfaire sans la répétition mentale d’un mantra ou du nom divin. Mais aujourd’hui, on enseigne le Yoga sans la Diksha du Mantra. Dans Le Yoga originel, le gurū vous montre la voie vers une pratique spirituelle authentique. C'est dans ce contexte que je vous donnerai un mantra, un mot divin. »
Bien que les expériences spirituelles (Anhubuti) dans le Yoga originel soient diverses et subjectives, comme toute expérience consciente, une pratique authentique du Yoga se caractérise par une suite d'actions rituelles et de discipline mentale, reposant sur l'établissement d'un lien entre le Guru et le disciple. Il s'agit de :
1. L'initiation par un Samarth Gurū (Gurū habilité) ;
2. La Shaktipat (éveil de la Kundalini qui s'ensuit) ;
3. La transmission d'un Sanjivani Mantra par la prononciation.

Ces trois prérequis posent ainsi les bases de la pratique yogique du cherchant, qui peut ensuite procéder de façon autonome, en couplant deux disciplines :
1. Nam Japa, le chant mental du Mantra reçu lors de l'initiation (Diksha);
2. Une technique de médiation quotidienne enseignée au disciple par le Guru lors de la Diksha.

D'après Ram Lal Ji Siyag, la constance du chant mental et l'assiduité dans la méditation déclenchent les phénomènes suivants chez le pratiquant :
1. Ajapa japa, ou l'automatisme du chant mental du Mantra ;
2. Kriyas, des mouvements yogiques involontaires survenant durant la méditation ;
3. Anahata Nâd ou état subtil d'Ajapa Japa, dans lequel le Mantra devient « un son intérieur » entendu dans l'oreille du pratiquant ;
4. Khechari Mudra, un mouvement de la langue survenant généralement pendant la méditation.

## Ouvrages de Ram Lal Ji Siyag
- Religious Revolution in the world , Ram Lal Ji Siyag (Anglais). Traduction de l'hindi vers l'anglais de J. Pagedar, Jodhpur, AVSK, Jodhpur (lire en ligne)
- Does anyone know what Yoga really is?, Ram Lal Ji Siyag (Anglais). Traduction de l'hindi vers l'anglais de J. Pagedar, Discours de Guru Purnima juillet 2006 (lire en ligne)

## Liens
- Gurudev Siyag Siddha Yoga | GSSY (Site officiel)
- Modern Yoga Research
- Michel Angot, « Le Sport, un exercice spirituel ? Aux origines du Yoga Sutra », France Culture, 20 octobre 2016
- The Complete Works of Swami Vivekananda